# Целевая группа
Целевая группа, целевая аудитория — термин, используемый в маркетинге или рекламе для обозначения группы людей, объединённых общими признаками, или объединённой ради какой-либо цели или задачи. Под общими признаками могут пониматься любые характеристики, требуемые организаторами (например, работающие замужние женщины от 25 до 35 лет, носящие очки). Главное свойство целевой аудитории с точки зрения рекламы — то, что именно эти люди с большей вероятностью купят продукт. Поэтому именно на эту группу лиц направлено рекламное сообщение и рекламные мероприятия. То есть ЦА — это основная и наиболее важная для рекламодателя категория получателей рекламного обращения.
Ещё одной характеристикой целевой группы может служить число человек, выраженное в тысячах или в процентах от выборки (общего количества), видевших рекламу или маркетинговую информацию хотя бы один раз.
При проведении социологических опросов также может быть определена и сформирована целевая группа или аудитория.
Если мы говорим о маркетинговых коммуникациях, то целевая аудитория — это совокупность потенциальных или существующих потребителей, принимающих покупательские решения или групп, оказывающих на них влияние.
TAR (Target Audience Reach) — индекс, отражающий долю целевой аудитории, до которой дошло рекламное или иное сообщение. Представляет собой частное от суммы аффинитивных контактов и общей численности аффинитивной аудитории.

## Целевой рынок
Целевой рынок — это выбранная группа потенциальных или текущих потребителей, на которую бизнес решает направить свои маркетинговые и рекламные стратегии, чтобы продать товар или услугу. Определение «целевого рынка» является первым этапом маркетинговой стратегии бизнеса и представляет собой процесс сегментации рынка. Сегментация рынка может быть определена как разделение рынка на отдельные группы, основанные на множестве факторов, таких как потребности, характеристики и поведение, так что применение комплекса маркетинга может быть подходящим для индивидуума. Сегментация рынка дает бизнесу возможность определить свой целевой рынок для своего продукта или услуги и применить маркетинговый набор для достижения желаемых результатов.
Целевой рынок — это распространенный инструмент, используемый многими маркетологами и бизнесом для определения группы клиентов, на которых они намерены сосредоточиться, и для распространения своих маркетинговых сообщений. Он определяется Оксфордским словарем как «Определенная группа потребителей, на которую ориентирован продукт или услуга» (Оксфордский словарь, 2016). Целевой рынок определяется целями, изложенными в маркетинговом плане. Из маркетингового плана маркетолог может создать соответствующую целевую аудиторию, необходимую для успешного завершения эффективных маркетинговых коммуникаций (Перси, Росситер, Эллиот, 2001, с. 65). Выделение целевого рынка является ключевым решением для любого бизнеса, так как это группа людей, для которых предназначен маркетинг. Как только бизнес определил свой целевой рынок, предложение может быть разработано для удовлетворения конкретных потребностей и желаний конкретной аудитории (Хойер, Макиннис , Питерс, 2013, с. 7). Целевая аудитория часто разделяется такими факторами, как демографические и психографические различия. Аудитория в этих целевых сегментах может иметь различные региональные, этнические, жизненные, денежные и религиозные требования. Адаптация предложения к целевому рынку позволяет маркетологу удовлетворять особые потребности и желания потребителей в этой аудитории (Хойер, Макиннис, Питерс, 2013, с. 13).
Маркетинговый микс представляет собой комбинацию того, что обычно называют «4P». Это цена, место (дистрибуция), товар и продвижение в произвольном порядке. Целевой рынок, определяемый сегментацией рынка, требует уникального набора из 4P для эффективного и продуктивного сбыта продукта или услуги. Например, маркетинг новой женской парфюмерии потребовал бы сегментации рынка, чтобы сосредоточиться почти исключительно на женской части рынка. С точки зрения парфюмерии, это может включать ценовую категорию продукта, где он должен был быть продан, качество и аромат продукта, а также способ его продвижения. Учитывая все это, продукт может эффективно продаваться. Таким образом, сочетание целевого рынка с комплексом маркетинга имеет решающее значение для успеха продукта или услуги.

## Определение целевой аудитории
Бизнес должен определить и понять свою целевую аудиторию, если их маркетинговая кампания будет успешной. Это позволяет бизнесу создавать свои продукты или услуги для удовлетворения потребностей  клиентов, чтобы максимизировать продажи и, следовательно, доходы. Успешная маркетинговая кампания связывается с потребителями на личном уровне, что поможет бизнесу развивать долгосрочные отношения с клиентами (Шерлок, 2014).
Не все потребители одинаковы. Определение целевой аудитории является ключом к охвату постоянных и высокоприбыльных клиентов, чтобы обеспечить возврат инвестиций (Кэхилл, 1997, с. 10-11). Чтобы эффективно определить целевую аудиторию бренда, менеджеры по маркетингу должны рассмотреть три основных аспекта группировки целевой аудитории: демография, психографика и образ жизни потребителей (Перси, Росситер, Эллиот, 2001, с. 65).
Чтобы определить целевую аудиторию, бизнес должен сначала определить, какую проблему решает их продукт или услуга, или какую потребность или желание он выполняет (Шерлок, 2014). Проблема должна быть той, о которой потребители знают и, следовательно, будут заинтересованы в ее решении. Например, проблемой может быть нехватка дешевых кондиционеров на рынке. Если бизнес выходит на рынок кондиционеров, продавая их по низкой цене, потребители, которые не могут позволить себе другие кондиционеры, увидят в этом решение проблемы и купят новые. Вопрос, который решает бизнес, может быть выявлен путем поиска похожих компаний или бизнес-идей. Бизнес должен определить, какие люди сталкиваются с проблемой, которую они определили. Это основано на демографической, психографической, географической информации и поведении потребителей (Шерлок, 2014).
Демографическая информация включает статистические аспекты потребителей, такие как пол, этническая принадлежность, доход, квалификация и семейное положение (Sharma 2015). Демографическая информация важна для бизнеса, потому что она дает базовую информацию о клиентах, на которых компания намеревается нацелить свою маркетинговую кампанию. Это помогает им судить на базовом уровне, как эффективно общаться с теми, кого они определили как целевую аудиторию. Демографические данные являются ключевыми, поскольку они обеспечивают основу для того, на кого будет ориентироваться бизнес (Sherlock, 2014). Демография — это статистическая информация, которая не требует глубокого анализа для получения ответа, поэтому бизнес будет использовать количественные методы сбора данных. Этот крошечный метод обеспечит статистический подход к определению целевой аудитории.

## Стратегии охвата целевой аудитории
Выход на целевую аудиторию — поэтапный процесс, начинающийся с выбора сектора целевого рынка. Успешное обращение к целевой аудитории требует подробного медиаплана, который включает в себя множество факторов для достижения эффективности компании.
Использование средств массовой информации — это то, что отличает целевые рынки от целевых аудиторий. В то время как целевые рынки реализуются с помощью бизнес-стратегий, использование рекламы и других медиа-инструментов делает маркетинг для целевых аудиторий более эффективным способом обращения к избранной группе людей. Эффективность кампании целевой аудитории зависит от того, насколько хорошо компания знает свой рынок; это может включать такие детали, как поведение, стимулы, культурные различия и социальные ожидания. Неспособность определить эти тенденции может привести к тому, что кампании будут нацелены на неправильную аудиторию и, в конечном итоге, к потере денег или вообще к отсутствию изменений. Примером такой неудачи был шеф-повар Боярди, который планировал кампанию для мальчиков-подростков, крупнейших потребителей их продукции. Однако они не учли, что покупатели их товаров могут отличаться от потребителей, что и имело место, поскольку матери были основными покупателями, хотя мальчики потребляли продукт. Подобные факторы рассматриваются на более глубоком уровне в подробном медиаплане, чего нельзя найти в более простой стратегии целевого рынка. Выполнение медиаплана требует внимания на каждом этапе и требует учета ряда факторов. По порядку к ним относятся:
1. Цели
2. Типы носителей
3. Медиа тактика
4. Медиа транспорт
5. Медиа-единицы
6. Расписание СМИ
7. Продвижение в СМИ
8. Медиа логистика
9. Планы действий в чрезвычайных ситуациях
10. Календарь
11. Бюджет и комплексный маркетинг[9]

Каждый из этих разделов содержит еще более подробные сведения, такие как медиа-единицы, которые включают в себя такие мельчайшие детали, как продолжительность транслируемого рекламного ролика или размер печатной рекламы.
Тщательно соблюдаемый, спланированный и реализованный медиаплан необходим для достижения полного успеха в кампании. Таким образом, игнорирование любого из факторов может привести к недопониманию потребителей и, в конечном итоге, к невозможности эффективно охватить всю целевую аудиторию.
Эффективный маркетинг состоит из определения соответствующей целевой аудитории и возможности назначить правильную маркетинговую стратегию, чтобы охватить ее и повлиять на нее. Четыре ключевые стратегии таргетинга, широко используемые в бизнесе: недифференцированный (массовый) маркетинг, дифференцированный (сегментированный) маркетинг, концентрированный (нишевый) маркетинг и, наконец, микромаркетинг (местный или индивидуальный) (Kotler, et al., 2013).